# Fayston
Fayston és una població dels Estats Units a l'estat de Vermont. Segons el cens del 2000 tenia 1.141 habitants.

## Demografia
Segons el cens del 2000, Fayston tenia 1.141 habitants, 484 habitatges, i 312 famílies. La densitat de població era de 12,1 habitants per km².
Dels 484 habitatges en un 30,4% hi vivien nens de menys de 18 anys, en un 56,4% hi vivien parelles casades, en un 6,4% dones solteres, i en un 35,5% no eren unitats familiars. En el 25% dels habitatges hi vivien persones soles el 5,6% de les quals corresponia a persones de 65 anys o més que vivien soles. El nombre mitjà de persones vivint en cada habitatge era de 2,36 i el nombre mitjà de persones que vivien en cada família era de 2,85.
Per edats la població es repartia de la següent manera: un 22,8% tenia menys de 18 anys, un 5,7% entre 18 i 24, un 33,2% entre 25 i 44, un 28,7% de 45 a 60 i un 9,6% 65 anys o més.
L'edat mediana era de 39 anys. Per cada 100 dones de 18 o més anys hi havia 101,6 homes.
La renda mediana per habitatge era de 53.472 $ i la renda mediana per família de 60.938 $. Els homes tenien una renda mediana de 35.139 $ mentre que les dones 26.852 $. La renda per capita de la població era de 28.196 $. Entorn del 2,9% de les famílies i el 5,5% de la població estaven per davall del llindar de pobresa.